# Gemeine Bernsteinschnecke
Die Gemeine Bernsteinschnecke (Succinea putris), auch Aufgeblasene Bernsteinschnecke, ist eine Schneckenart der Familie der Bernsteinschnecken (Succineidae) aus der Unterordnung der Landlungenschnecken (Stylommatophora). Ihren deutschen Namen hat sie von ihrem durchscheinenden, bernsteingelben Gehäuse.

## Merkmale

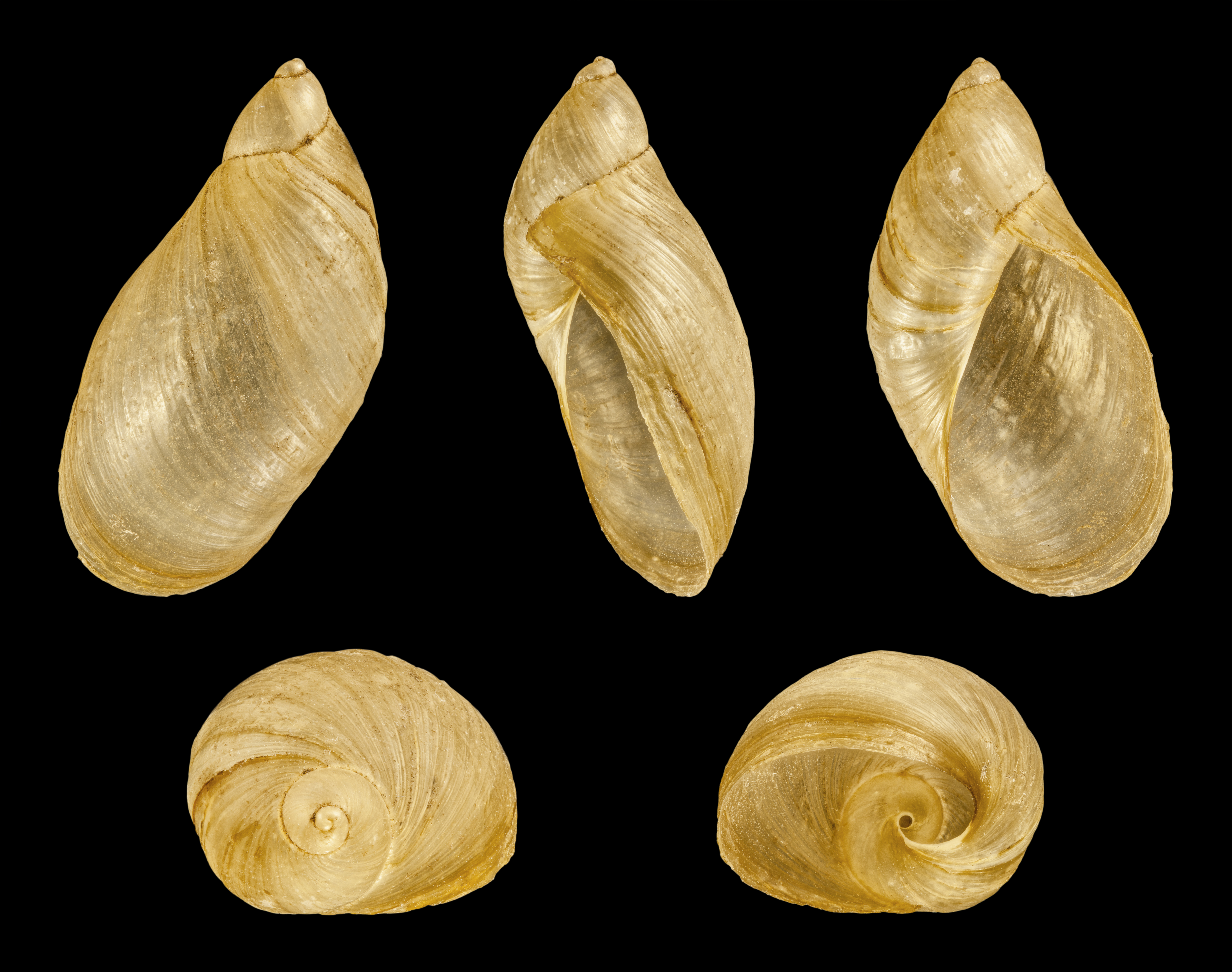

Das vergleichsweise große Gehäuse der erwachsenen Schnecke misst 10 bis 15 mm, sehr selten auch bis 24 mm in der Höhe. Es besitzt drei bis vier Windungen, die sehr rasch zunehmen. Die Umgänge sind nur leicht konvex gewölbt und durch eine flache Naht getrennt. Die Mündung ist breit und rundlich-eiförmig, oben zugespitzt; sie nimmt etwa zwei Drittel der Gesamthöhe ein. Die durchscheinende Schale ist verhältnismäßig dünn und leicht zerbrechlich. Die Farbe des Gehäuses variiert von bernsteingelb (Name!) bis zu leicht grünlich-gelb. Die Oberfläche weist feine bis grobe, unregelmäßige Anwachsstreifen auf und ist matt glänzend. Bei Exemplaren mit überwiegend groben Anwachsstreifen sieht die Oberfläche wie gerunzelt aus. Der Körper des Tieres ist meist hellgelblich-grau gefärbt, wobei der vordere Oberteil des Tieres meist dunkler ist. Die Körperfarbe schwankt jedoch sehr stark von einer Population zur anderen und auch innerhalb einer Population. So kommen sehr helle, milchigweiße bis hellgelbliche Exemplare vor, aber auch tiefdunkelbraune bis schwarzgraue Tiere, wobei die hellen Formen häufiger sind.

## Geographische Verbreitung, Lebensraum und Lebensweise
Die Gemeine Bernsteinschnecke ist in Europa sowie West- und Nordasien weitverbreitet. Sie fehlt lediglich in den höheren Lagen Nordenglands und Nordskandinaviens sowie in Nordrussland.
Die Gemeine Bernsteinschnecke ist vor allem in feuchten Hochstaudenfluren, feuchten Wiesen, in der Nähe sumpfiger Ufer, Moore oder verlandeter Flussarme zu finden. Sie lebt häufig auf feuchtem Laub oder an Pflanzenstängeln (z. B. an im Wasser stehendem Schilf), wo sie oft vergesellschaftet mit der dunkleren und etwas kleineren Schlanken Bernsteinschnecke (Oxyloma elegans) vorkommt. Sie ist sehr empfindlich gegen Austrocknung. Sie frisst im Gegensatz zu anderen Arten der Bernsteinschnecken neben vermoderndem Pflanzenmaterial auch frische Pflanzenteile. Den Winter verbringen sie versteckt unter Laub, modernden Pflanzenteilen oder in lockerer Erde. Die Gemeine Bernsteinschnecke kann sich auch längere Zeit unter Wasser aufhalten, ohne dass sie ertrinkt, z. B. wenn sie versehentlich ins Wasser gefallen ist. Sie versucht dann aber möglichst rasch an einem Stängel wieder aus dem Wasser zu kriechen. Vor allem Jungtiere können Tage unter Wasser verbringen, bevor sie das Wasser wieder verlassen.

## Fortpflanzung
Die Gemeine Bernsteinschnecke ist wie alle Landlungenschnecken ein Zwitter. Bei der Paarung erfolgt die Partnerwahl zufällig, was die Größe des Gehäuses des Partners betrifft. Bei Größenunterschieden wurde beobachtet, dass die kleineren und aktiveren Tiere sich meist oben auf den größeren inaktiveren Partnern befanden. Nach der Befruchtung legt die Gemeine Bernsteinschnecke mehrmals bis etwa 100 Eier in einem Laichballen ab. Der Durchmesser der einzelnen Eier beträgt zwischen 1 und 1,8 mm. Die Eiablage erfolgt in faulendes Laub, Moos oder an die Stängel der Nahrungspflanzen. Die eigentliche Eizelle schwimmt in einer fast durchsichtigen, erheblich größeren Eiweißmasse, die wiederum von einer glasklaren, meist konzentrisch geschichteten gallertig-festen Eihaut umschlossen wird. Die Jungtiere schlüpfen in Abhängigkeit von der Temperatur nach ca. 11 bis 21 Tagen. Die Tiere können ein Alter von bis zu zwei Jahren erreichen.

## Parasitismus bei Bernsteinschnecken

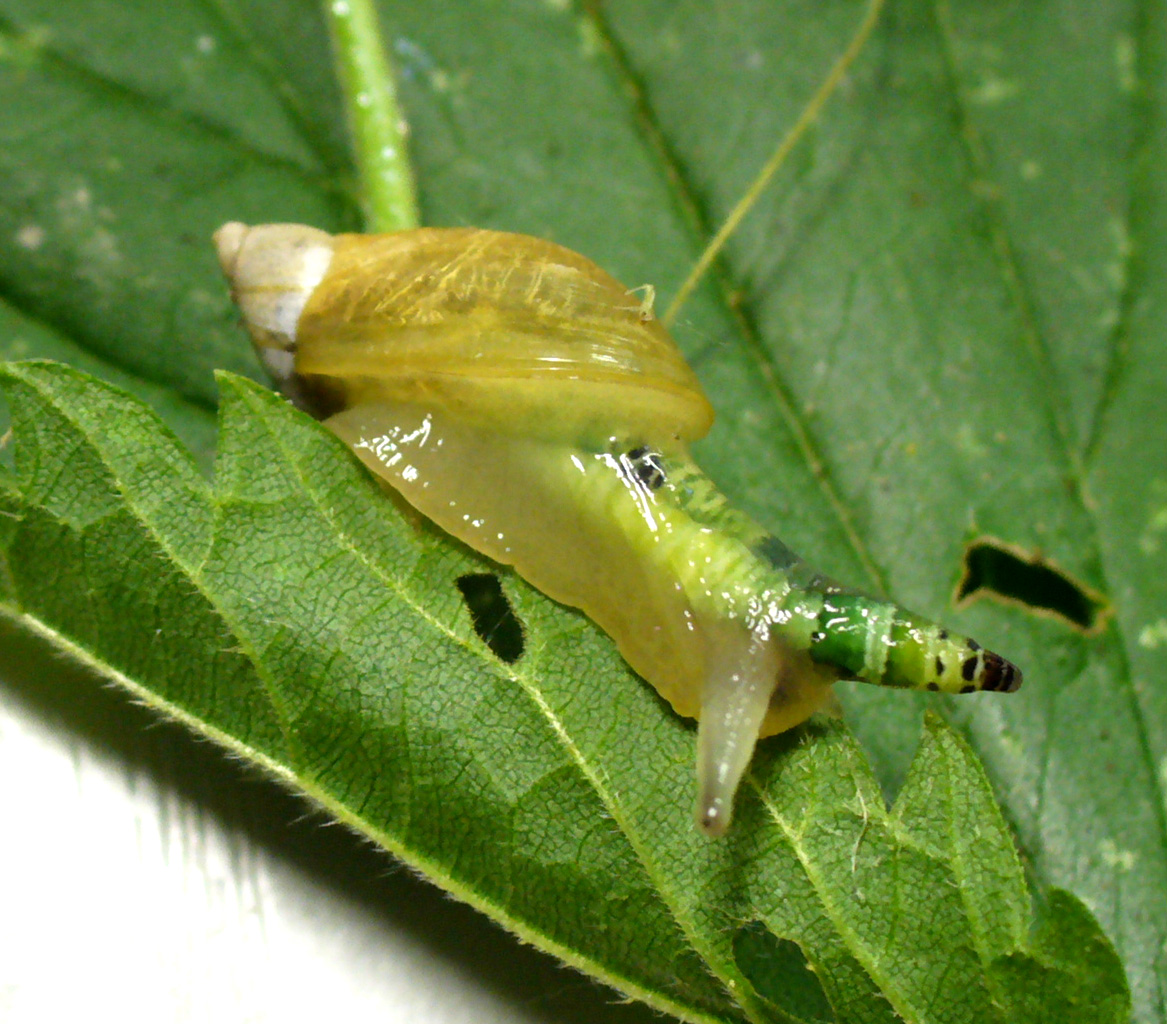
Mit Leucochloridium paradoxum befallene Bernsteinschnecke

Viele Arten der Bernsteinschnecken, darunter auch die Gemeine Bernsteinschnecke werden von einem spezialisierten Parasiten, dem Saugwurm Leucochloridium paradoxum befallen. Die Gemeine Bernsteinschnecke ist ein Zwischenwirt im Lebenszyklus von L. paradoxum, den Endwirt stellen Vögel dar. Besonders auffällig ist dabei die Veränderung der Fühler der Schnecke. Der über Vogelkot aufgenommene Erreger vermehrt sich ungeschlechtlich in der Schnecke und verursacht bei ihr die sog. Fühlermaden. Durch die bis in die Fühler reichenden Sporocystenschläuche schwellen die Fühler stark an, werden markant bunt und beginnen zu pulsieren. Die Vögel, welche die Fühler der Schnecke, durch ihre Ähnlichkeit mit Würmern oder Maden, für Beute erachten, fressen die Schnecke oder auch nur die Fühler und nehmen damit die Sporocysten auf. Da die Schnecke die geschwollenen Fühler nicht mehr zum Schutz zurückziehen kann, ist sie ein leicht auszumachendes Ziel für die Vögel. Im Körper des Vogels pflanzen sich die Parasiten fort und vermehren sich geschlechtlich. Die von einer harten Schale umgebenen Eier werden über den Kot ausgeschieden und können nun von Schnecken aufgenommen werden.
Außerdem ist die Gemeine Bernsteinschnecke Zwischenwirt für den Dachs-Lungenwurm Aelurostrongylus falciformis.

## Gefährdung
Die Art ist in Deutschland nicht gefährdet.

## Belege